# Verner Panton

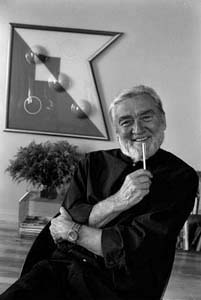
Verner Panton (1996)

Stoel ontworpen door Verner Panton

Verner Panton (Gentofte, 13 februari 1926 – Kopenhagen, 5 september 1998) wordt gezien als een van Denemarkens invloedrijkste 20e-eeuwse meubel- en interieurvormgevers. Tijdens zijn carrière ontwierp hij innovatieve en futuristische meubelen in een uitgebreid gamma van materialen, vooral plastics, en in felle kleuren. Zijn stijl weerspiegelde de geest van de jaren 60 maar werd op het einde van de twintigste eeuw opnieuw populair. Zijn bekendste ontwerpen zijn nog steeds in productie, bij Vitra bijvoorbeeld.
Panton genoot een opleiding bij die andere bekende Deense meubelontwerper en architect, Arne Jacobsen. In 1960 ontwierp Panton de eerste stoel die bestond uit een vloeiend stuk plastic. De Panton Chair of de S chair zou zijn bekendste ontwerp worden.
- Bibliothèque nationale de France: cb13957549k (data)
- CiNii: DA12228039
- Gemeinsame Normdatei: 121544397
- International Standard Name Identifier: 0000 0000 8413 4399
- KulturNav: 4077e21a-8ef8-4883-bac7-63237f39fd2f
- Library of Congress Control Number: nr95043262
- Nationale Bibliotheek van Letland: 000350776
- Bibliotheek van het Japanse parlement: 01186388
- National Gallery of Victoria: 3145
- Nationale Bibliotheek van Tsjechië: jx20050331004
- Nationale Bibliotheek van Israël: 987007509844305171
- Nederlandse Thesaurus van Auteursnamen: 192821679
- RKD-Nederlands Instituut voor Kunstgeschiedenis: 207130
- LIBRIS: 230869
- SNAC: w68g9262
- Système universitaire de documentation: 076053849
- Union List of Artist Names: 500115239
- Virtual International Authority File: 116681603
- WorldCat: E39PBJvRYHKRK3CRbQkJb8H9jC